# Патронис, Джимми
Джи́мми Те́о Патро́нис-мла́дший (англ. Jimmy Theo Patronis, Jr.; род. 13 апреля 1972, Панама-Сити, Флорида, США) — американский политик-республиканец, начальник финансового управления Флориды (2017—2025), а ранее член Палаты представителей Флориды от 6-го избирательного округа (2006—2014). Ресторатор. Член Палаты представителей США от Флориды (с 2025).

## Биография
Родился 13 апреля 1972 года в городе Панама-Сити (Флорида, США) в семье греков Джимми и Элен Патронисов.
Дед Джимми по отцовской линии, Тео Дж. Патронис, иммигрировал в США из Греции в 1913 году. Он поселился в городе Апалачикола, где уже жил его брат Григорис, приехавший сюда двумя годами ранее. Позднее Тео переехал в Таллахасси, где открыл буфет.
В 1953 году Джонни и его брат Джимми, дядя и отец Джимми Патрониса-младшего, открыли в даунтауне Панама-Сити ресторан «Seven Seas», а 1967 году в Панама-Сити-Бич открыли ресторан «Captain Anderson’s». Семейство Патронисов продолжает вести этот семейный бизнес, одним из владельцев которого является и Джимми Патронис-младший.
Мать Джимми родом с острова Патмос (Додеканес, Греция), живёт в США с 1946 года.
В 1994 году окончил Общественный колледж побережья залива со степенью ассоциата в области ресторанного менеджмента.
В 1996 году получил степень бакалавра наук в области государственного управления, коммуникации и политологии в Университете штата Флорида.
В 1995—1996 годах проходил практику в Сенате Флориды (1995) и Палате общин Великобритании (1996).
В 1996—1997 годах состоял в Совете по профессиональному образованию Флориды.
В 1998—2003 годах служил в Избирательной комиссии Флориды.
В 2004—2006 годах занимал пост председателя администрации аэропорта округа Бей.
В 2006—2014 годах — член Палаты представителей Флориды от 6-го избирательного округа.
С 2015 года — член Комиссии по коммунальному обслуживанию Флориды.
С 2017 года — член Торговой палаты Флориды и Комиссии по пересмотру Конституции Флориды, а также начальник финансового управления Флориды.
2 апреля 2025 года вступил в должность члена Палаты представителей США от 1-го избирательного округа Флориды после победы на досрочных выборах.
Прихожанин греческой православной церкви Святого Иоанна.

## Личная жизнь
В браке с Кэти Патронис имеет сыновей Джимми Тео III и Джона Майкла.